# Campionati europei di bob 2008
I Campionati europei di bob 2008, quarantaduesima edizione della manifestazione organizzata dalla Federazione Internazionale di Bob e Skeleton, si sono disputati il 19 e il 20 gennaio 2008 a Cesana Torinese, in Italia, sulla pista Cesana Pariol, il tracciato sul quale si svolsero le competizioni del bob, dello slittino e dello skeleton ai Giochi di Torino 2006. La località piemontese ha quindi ospitato le competizioni europee per la prima volta nel bob a due uomini, nel bob a quattro e nel bob a due donne.
Anche questa edizione si è svolta con la modalità della "gara nella gara", contestualmente alla quinta tappa della stagione di Coppa del Mondo 2007/08 e ai campionati europei di skeleton 2008.

## Risultati

### Bob a due uomini
La gara si è svolta il 19 gennaio 2008 nell'arco di due manches ed hanno preso parte alla competizione 21 compagini in rappresentanza di 11 differenti nazioni.
| Pos. | Atleti                              | Nazione     | Tempo   | Distacco |
| ---- | ----------------------------------- | ----------- | ------- | -------- |
|      | Aleksandr Zubkov Aleksej Voevoda    | Russia-1    | 1:51.97 |          |
|      | André Lange Kevin Kuske             | Germania-1  | 1:52.11 | +0.14    |
|      | Simone Bertazzo Samuele Romanini    | Italia-1    | 1:52.18 | +0.21    |
| 4    | Ivo Rüegg Cédric Grand              | Svizzera-1  | 1:52.19 | +0.22    |
| 5    | Wolfgang Stampfer Martin Lachkovics | Austria-1   | 1:52.51 | +0.54    |
| 6    | Jānis Miņins Daumants Dreiškens     | Lettonia-1  | 1:52.65 | +0.68    |
| 7    | Patrice Servelle Sébastien Gattuso  | Monaco-1    | 1:52.83 | +0.86    |
| 8    | Ivo Danilevič Roman Gomola          | Rep. Ceca-1 | 1:53.04 | +1.07    |
| 9    | Matthias Höpfner Thomas Pöge        | Germania-3  | 1:53.05 | +1.08    |
| 10   | Daniel Schmid Markus Lüthi          | Svizzera-2  | 1:53.11 | +1.14    |

### Bob a quattro
La gara si è svolta il 20 gennaio 2008 nell'arco di due manches ed hanno preso parte alla competizione 20 compagini in rappresentanza di 11 differenti nazioni.
| Pos. | Atleti                                                                  | Nazione    | Tempo   | Distacco |
| ---- | ----------------------------------------------------------------------- | ---------- | ------- | -------- |
|      | Jānis Miņins Daumants Dreiškens Oskars Melbārdis Intars Dambis          | Lettonia-1 | 1:50.06 |          |
|      | Martin Galliker Jürg Egger Alexander Streltsov Patrick Blöchliger       | Svizzera-2 | 1:50.23 | +0.17    |
|      | André Lange René Hoppe Kevin Kuske Martin Putze                         | Germania-1 | 1:50.37 | +0.31    |
| 4    | Evgenij Popov Roman Orešnikov Dmitrij Trunenkov Dmitrij Stëpuškin       | Russia-2   | 1:50.40 | +0.34    |
| 5    | Aleksandr Zubkov Aleksej Selivërstov Filipp Egorov Aleksej Voevoda      | Russia-1   | 1:50.58 | +0.52    |
| 6    | Ivo Rüegg Michael Lukas Roman Handschin Cédric Grand                    | Svizzera-1 | 1:50.63 | +0.57    |
| 7    | Dmitrij Abramovič Aleksandr Ščerbakov Aleksandr Ušakov Sergej Prudnikov | Russia-3   | 1:50.82 | +0.76    |
| 8    | Thomas Florschütz Christoph Heyder Enrico Kühn Sascha Schelter          | Germania-2 | 1:51.05 | +0.99    |
| 9    | Fabrizio Tosini Paolo Valt Danilo Santarsiero Ivan Giordani             | Italia-1   | 1:51.11 | +1.05    |
| 10   | Simone Bertazzo Samuele Romanini Antonio De Sanctis nd                  | Italia-2   | 1:51.22 | +1.16    |

### Bob a due donne
La gara si è svolta il 19 gennaio 2008 nell'arco di due manches ed hanno preso parte alla competizione 15 compagini in rappresentanza di 9 differenti nazioni.
| Pos. | Atlete                                | Nazione       | Tempo   | Distacco |
| ---- | ------------------------------------- | ------------- | ------- | -------- |
|      | Sandra Kiriasis Berit Wiacker         | Germania-1    | 1:55.45 |          |
|      | Cathleen Martini Janine Tischer       | Germania-2    | 1:55.63 | +0.18    |
|      | Maya Bamert Anne Dietrich             | Svizzera-1    | 1:56.09 | +0.64    |
| 4    | Viktorija Tokovaja Ol'ga Fëdorova     | Russia-1      | 1:56.17 | +0.72    |
| 5    | Claudia Schramm Nicole Herschmann     | Germania-3    | 1:56.20 | +0.75    |
| 6    | Nicola Minichiello Gillian Cooke      | Regno Unito-1 | 1:56.29 | +0.84    |
| 7    | Sabina Hafner Cora Huber              | Svizzera-2    | 1:56.45 | +1.00    |
| 8    | Jessica Gillarduzzi Fabiana Mollica   | Italia-1      | 1:56.46 | +1.01    |
| 9    | Esmé Kamphuis Tine Veenstra           | Paesi Bassi-1 | 1:57.21 | +1.76    |
| 10   | Anastasija Skulkina Ljudmila Udobkina | Russia-2      | 1:57.73 | +2.28    |

## Medagliere
| Pos.   | Paese    | Oro | Argento | Bronzo | Totale |
| ------ | -------- | --- | ------- | ------ | ------ |
| 1      | Germania | 1   | 2       | 1      | 4      |
| 2      | Lettonia | 1   | 0       | 0      | 1      |
| 2      | Russia   | 1   | 0       | 0      | 1      |
| 4      | Svizzera | 0   | 1       | 1      | 2      |
| 5      | Italia   | 0   | 0       | 1      | 1      |
| Totale | Totale   | 3   | 3       | 3      | 9      |